# Jirō Maki
Jirō Maki, (japanska: 牧二郎?, Maki Jirō), född 1929 och död 31 maj 2005, var en japansk teoretisk fysiker. Han var mångårig föreståndare vid Kyoto universitetets Yukawa Institut för Teoretisk Fysik, men är kanske mest känd som M i PMNS-matrisen, en matris som beskriver så kallad aromblandning av neutriner.

## Akademisk karriär
Maki examinerades vid Tokyo University of Education (東京文理科大学)（numera University of Tsukuba (筑波大学）. Från att ha varit biträdande professor vid Nagoya universitetets Naturvetenskapliga fakultet fick han en professur vid Kyoto universitetets Yukawa Institut för Teoretisk Fysik (基礎物理学研究所)。Senare efterträdde han Yukawa Hideki som föreståndare.
Maki fungerade under en lång period som ordförande för Physical Society of Japan (JPS).

## Forskningsresultat
Makis forskning rörde (elementar)partikelfysik och där, huvudsakligen neutrinooscillationer med betydelsefulla teoretiska bidrag inom detta område. Den blandningsmatris som initierats av Bruno Pontecorvo och Sakata Shōichi fick sin fullständiga form för alla tre neutrionoaromer tillsammans med Maki och Nakagawa Masami. Den inspirerade i sin tur Nicola Cabibbo och två av 2008 års japanska nobelpristagare,  Kobayashi–Masukawa, till motsvarande blandningsmatris för kvarkar, när de deltar i svag växelverkan - CKM-matrisen från 1973.

## Utmärkelser
- 1977 års mottagare av Nishina Yoshio memorial price。